# Неплюев, Леонтий Романович
Леонтий Романович Неплюев — русский военный и государственный деятель, стряпчий (1658), думный дворянин (1680), окольничий (1683) и боярин (1688), воевода в Пустозерске, Севске, Переяславле и Киеве, сын стряпчего и дворянина Романа Ивановича Неплюева, представитель дворянского рода Неплюевых.

## Биография
В 1658 году Леонтий Романович Неплюев впервые упоминается в чине стряпчего. В 1672 году был назначен воеводой в Пустозерским острог. В 1677—1678 годах Неплюев находился на воеводстве в Севске. В 1679 году стал воеводой в Переяславле. В октябре 1680 года был назначен думным дворянином. В 1681 году Неплюев был назначен воеводой в Киев, затем стал товарищем (заместителем) киевского воеводы, боярина Петра Васильевича Большого Шереметева.
В 1682 году Неплюев был назначен воеводой и наместником в Карачев, по царскому указу должен был во главе севского полка выступить на соединение с левобережным гетманом Иваном Самойловичем. В январе 1683 году получил чин окольничего. В 1686 году Леонтий Романович участвовал в военных операциях против правобережного гетмана и турецкого ставленника Юрия Богдановича Хмельницкого.
В 1687 году Неплюев, находившийся в близких дружеских отношениях с князем Василием Васильевичем Голицыным, участвовал в его первом походе на Крымское ханство. Он командовал севским разрядом (полком). Голицын, относившийся враждебно к Ивану Самойловичу, поручил Неплюеву сойтись с его тайными противниками среди казацких старшин. Генеральный есаул Иван Мазепа и войсковой канцелярист Василий Кочубей, пользовавшиеся доверием гетмана, в доверительных беседах сообщили Неплюеву о многих недружелюбных действиях Самойловича. Летом 1687 года генеральные старшины, обозный, судья, писарь и полковники подали донос на Самойловича Голицыну. В июле по распоряжению царевны Софьи Алекссевны Голицын приказал арестовать гетмана и его старшего сына Якова. Мазепа, стремившийся добиться избрания на гетманство, дал большие взятки и богатые подарки Голицыну и Неполюеву. Позднее Мазепа заявлял, что это Неплюев угрозами вынудил его дать взятки. В августе Неплюев арестовал в крепости Кодак черниговского полковника Григория Самойловича, младшего сына гетмана, и приказал заковать его в кандалы. По выражению летописца, все имущество арестованного Неплюев взял «до своей ласки и протекции», то есть присвоил. Леонтий Романович привез Григория Самойловича к Голицыну, который поручил генералу Патрику Гордону доставить его в Севск. В ноябре 1687 года Самойлович был казнен в Севске.
После завершения первого крымского похода Неплюев получил в награду золоченый кубок с кровлею, кафтан золотный на соболях, 150 рублей денежной придачи и 4 ефимка на вотчину.
В следующем году Неплюев вместе с Мазепой и генералом Григорием Косаговым построил Новобогородицкую крепость на реке Самаре. В декабре 1688 года он был пожалован из окольничих в бояре.
Весной 1689 года Неплюев, командуя севским полком, участвовал во втором неудачном походе Голицына на Крымское ханство.
В сентябре 1689 года молодой царь Петр отстранил от власти свою старшую сестру Софью и приказал арестовать Фёдора Шакловитого, князя Голицына, его сына Алексея и Леонтия Неплюева. Последний, лишенный боярства и имущества, был отправлен на вечную ссылку в Пустозерск, откуда затем был переведен в Кольский острог, где и скончался.